# اهریمن (فیلم ۱۹۸۱)
اهریمن (انگلیسی: The Demon) فیلمی در ژانر اسلشر است که در سال ۱۹۸۱ منتشر شد.